# Lista de supercentenários belgas
Esta é uma lista incompleta de supercentenários belgas (pessoas que tenham atingido a idade de pelo menos 110 anos), cuja expectativa de vida tem sido verificada por um organismo internacional que trata especificamente a pesquisa da longevidade, Gerontology Research Group (GRG). Houve 20 supercentenários verificadas a partir da Bélgica, incluindo supercentenários emigrantes. A pessoa mais velha da Bélgica foi Joanna Deroover, que morreu em 2002 aos 112 anos e 186 dias. Desde a morte de Alicia Corveleyn, em 31 de janeiro de 2017, a pessoa viva mais velha da Bélgica é Fernande de Raeve, nascida em 3 de dezembro de 1906, com 118 anos e 107 dias.

## Supercentenários belgas
| Classificação | Nome                            | Sexo | Data de nascimento      | Data da morte          | Idade               | Província ou Região de nascimento | Província ou Região de morte |
| ------------- | ------------------------------- | ---- | ----------------------- | ---------------------- | ------------------- | --------------------------------- | ---------------------------- |
| 1             | Joanna Deroover                 | F    | 3 de junho de 1890      | 6 de dezembro de 2002  | 112 anos e 186 dias | Brabante Flamengo                 | Brabante Flamengo            |
| 2             | Fanny Godin                     | F    | 27 de maio de 1902      | 7 de setembro de 2014  | 112 anos e 103 dias | Liège                             | Brabante Flamengo            |
| 3             | Alicia Corveleyn                | F    | 8 de janeiro de 1905    | 31 de janeiro de 2017  | 112 anos e 23 dias  | Flandres Ocidental                | Flandres Ocidental           |
| 4             | Germaine Degueldre              | F    | 26 de setembro de 1900  | 11 de maio de 2012     | 111 anos e 228 dias | Hainaut                           | Hainaut                      |
| 5             | Adrienne Ledent                 | F    | 13 de dezembro de 1899  | 23 de junho de 2011    | 111 anos e 192 dias | Luxemburgo                        | Luxemburgo                   |
| 6             | Jan Goossenaerts                | M    | 30 de outubro de 1900   | 21 de março de 2012    | 111 anos e 143 dias | Antuérpia                         | Antuérpia                    |
| 7             | Maria van Sprengel              | F    | 30 de janeiro de 1882   | 22 de abril de 1993    | 111 anos e 82 dias  | Antuérpia                         | Antuérpia                    |
| 8             | Bernardina van Dommelen         | F    | 15 de março de 1899     | 16 de abril de 2010    | 111 anos e 32 dias  | Antuérpia                         | Antuérpia                    |
| 9             | Aimée Rensonnet                 | F    | 18 de janeiro de 1900   | 15 de dezembro de 2010 | 110 anos e 331 dias | Bruxelas                          | Hainaut                      |
| 10            | Romanie Pollet                  | F    | 21 de dezembro de 1898  | 17 de outubro de 2009  | 110 anos e 300 dias | Flandres Ocidental                | Bruxelas                     |
| 11            | Anne-Marie Vandermersch         | F    | 14 de dezembro de 1892  | 8 de outubro de 2003   | 110 anos e 298 dias | Namur                             | Bruxelas                     |
| 12            | Gabriëlle Demets                | F    | 26 de agosto de 1899    | 1 de maio de 2010      | 110 anos e 248 dias | Flandres Ocidental                | Flandres Ocidental           |
| 13            | Maria Pierson-Ledent            | F    | 20 de junho de 1899     | 6 de janeiro de 2010   | 110 anos e 200 dias | Luxemburgo                        | Namur                        |
| 14            | Maria Irma Casteur-Vanderhaegen | F    | 26 de junho de 1887     | 11 de novembro de 1997 | 110 anos e 138 dias | Flandres Oriental                 | Flandres Oriental            |
| 15            | Maria de Jaeger                 | F    | 15 de janeiro de 1901   | 30 de abril de 2011    | 110 anos e 105 dias | Flandres Oriental                 | Flandres Oriental            |
| 16            | Catherina Ververs               | F    | 27 de outubro de 1888   | 24 de janeiro de 1999  | 110 anos e 89 dias  | Brabante Flamengo                 | Brabante Flamengo            |
| 17            | Louis Marion                    | M    | 10 de outubro de 1893   | 28 de dezembro de 2003 | 110 anos e 79 dias  | Namur                             | Namur                        |
| 18            | Marie de Ruyver                 | F    | 10 de fevereiro de 1889 | 14 de março de 1999    | 110 anos, 32 dias   | Flandres Oriental                 | Flandres Oriental            |

### Supercentenários emigrantes belgas
| Classificação | Nome                 | Sexo | Data de nascimento     | Data da morte         | Idade              | Província ou região de nascimento | País da morte |
| ------------- | -------------------- | ---- | ---------------------- | --------------------- | ------------------ | --------------------------------- | ------------- |
| 1             | Maria Richard        | F    | 28 de novembro de 1900 | 11 de outubro de 2012 | 111 anos, 318 dias | Luxemburgo                        | França        |
| 2             | Jan Machiel Reyskens | M    | 11 de maio de 1878     | 7 de janeiro de 1990  | 111 anos, 241 dias | Limburgo                          | Países Baixos |